# اسپرانس (واشینگتن)
اسپرانس (به انگلیسی: Esperance) یک منطقهٔ مسکونی در ایالات متحده آمریکا است که در شهرستان اسنوهومیش، واشینگتن واقع شده‌است. اسپرانس ۱٫۹ کیلومتر مربع مساحت و ۳٬۶۰۱ نفر جمعیت دارد و ۱۱۱ متر بالاتر از سطح دریا واقع شده‌است.